# William Worthington Scranton

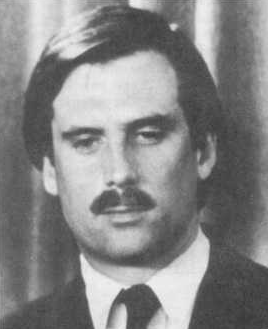
William Scranton

William Worthington Scranton III (* 20. Juli 1947 in Scranton, Pennsylvania) ist ein US-amerikanischer Politiker. Zwischen 1979 und 1987 war er Vizegouverneur des Bundesstaates Pennsylvania.

## Werdegang
William Scranton entstammt einer reichen und einflussreichen Familie aus Pennsylvania. Sein Ururgroßvater war der Gründer der Stadt Scranton; sein Vater William Scranton (1917–2013) war von 1963 bis 1967 Gouverneur von Pennsylvania. Er studierte an der Yale University und arbeitete danach in der Zeitungsbranche. Gleichzeitig schlug er als Mitglied der Republikanischen Partei eine politische Laufbahn ein. 1976 wurde er Mitglied im Staatsvorstand seiner Partei.
1978 wurde Scranton an der Seite von Dick Thornburgh zum Vizegouverneur von Pennsylvania gewählt. Dieses Amt bekleidete er nach einer Wiederwahl zwischen 1979 und 1987. Dabei war er Stellvertreter des Gouverneurs und Vorsitzender des Staatssenats. Zum Zeitpunkt seiner Wahl war er der jüngste Vizegouverneur Pennsylvanias. Er war gleichzeitig Vorsitzender des Energierats (Governor's Energy Council) und des Pennsylvania Emergency Management Council. In diesen Eigenschaften war er 1979 auch an der Aufklärung des Reaktorunfalls im Kernkraftwerk Three Mile Island beteiligt. Im Jahr 1986 kandidierte er erfolglos für das Amt des Gouverneurs. Anschließend zog er nach Kalifornien, wo er einige Firmen leitete oder gründete. 1994 kehrte er nach Pennsylvania zurück. Er wurde Vorstandsmitglied und Vorstandsvorsitzender verschiedener Firmen. Im Jahr 2006 bewarb er sich zunächst in den Gouverneursvorwahlen seiner Partei. Da diese Kandidatur aber chancenlos war, zog er sie zurück. Auch für die Wahlen des Jahres 2010 war er im Gespräch. Er verzichtete aber darauf, anzutreten.